# Elvis Crespo
Pour les articles homonymes, voir Crespo et Elvis (homonymie).
Elvis Crespo Díaz est un chanteur de merengue (principalement, il chante aussi de la salsa), né le 30 juillet 1971 dans la ville de New York (États-Unis).

## Biographie
À 6 ans, il déménage à Porto Rico en rêvant d'être un joueur de baseball.
À 17 ans, il fait partie de l'orchestre de Willie Berríos, ainsi que d'autres groupes, dont le groupe de merengue de Toño Rosario.
Il suit des études d'administration d'entreprises, puis il a l'occasion de devenir le chanteur principal de Grupo Manía.
Trois ans après, sa maison de disques, Sony, décide de lancer sa carrière solo. Son premier album, Suavemente du titre de la chanson phare, et le single de Suavemente remportent un succès international et il reçoit plusieurs récompenses (meilleure révélation, meilleur chanteur, meilleur album, meilleure chanson). Son second album Píntame obtient le Grammy du Meilleur Album de Musique Tropicale et se vend à quatre millions d'exemplaires.

## Discographie
(février 2022).
- 2017 : Guayo (ft. Ilegales)
- 2018 : Ella Me Besó
- 2018 : Azukita, (feat. Play N Skillz, Steve Aoki & Daddy Yankee)
- 2020 : La Casa de Ramón

## Récompenses

### Premio Lo Nuestro
- 1999[2] : Dans la catégorie « Musique tropicale » : Chanteur de l'année, révélation de l'année, album de l'année (Suavemente), chanson de l'année (Suavemente).
- 2000[2] : Dans la catégorie « Musique tropicale » : Chanteur de l'année, album de l'année (Pintame), chanson de l'année (Pintame).
- 2001 : Dans les catégories « Merengue » et « Choix du public » : Chanteur de l'année
- En 2003 et 2005 : Dans la catégorie « Merengue » : Chanteur de l'année

### Grammy Awards
- 1999[3] : Meilleure interprétation (merengue) (Pintame)

### Latin Grammy Awards
- 2005 : Meilleur album de merengue (Saborealo)